# Gösau
Gösau ist ein Ortsteil der Ortschaft Frankenhausen der Großen Kreisstadt Crimmitschau im sächsischen Landkreis Zwickau. 

## Geografie

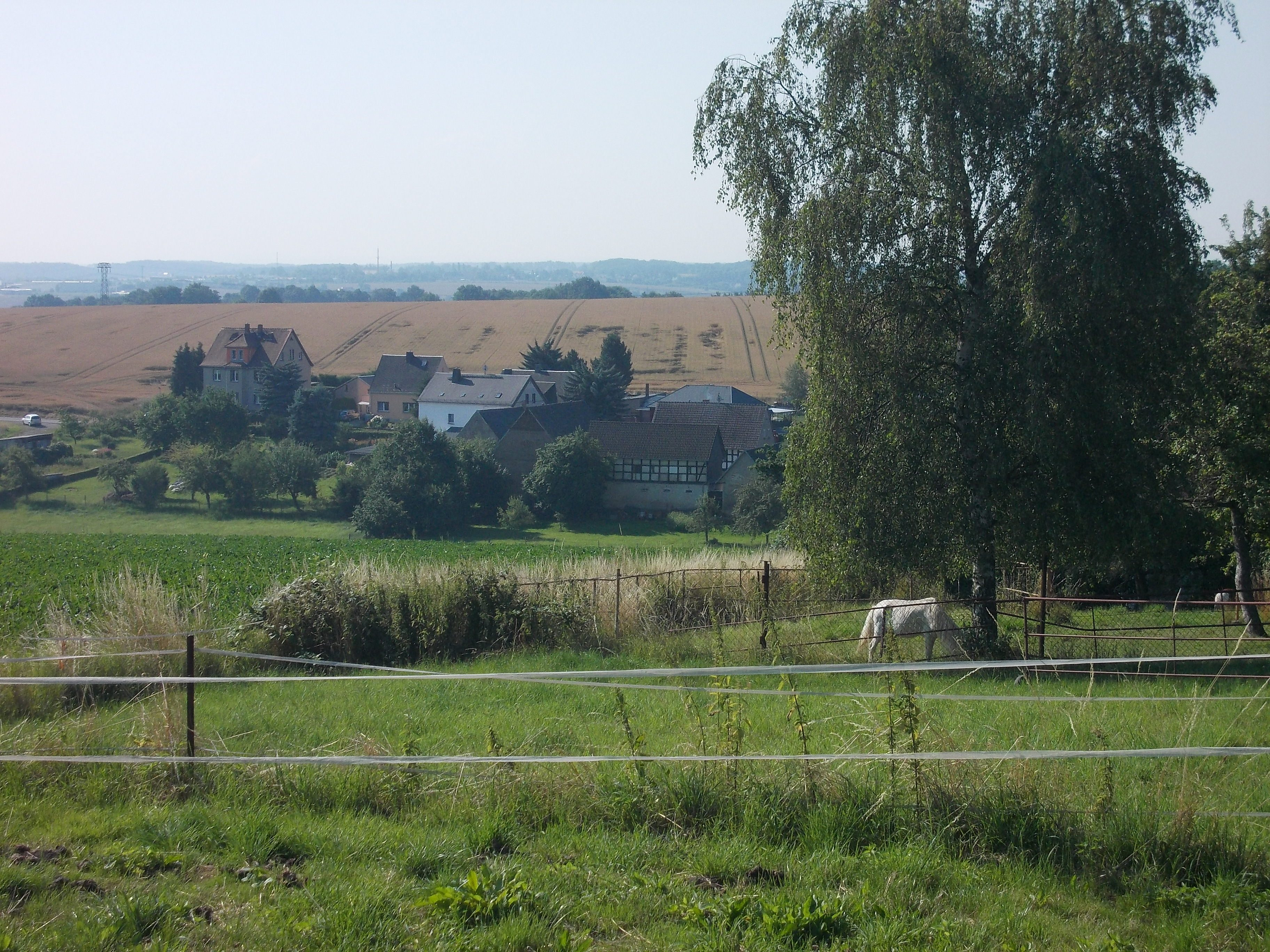
Gösau

### Geografische Lage und Verkehr
Gösau ist der nordwestlichste Ortsteil der Stadt Crimmitschau. Im Norden und Westen befindet sich die Landesgrenze zu Thüringen (Landkreis Altenburger Land), im Süden die Autobahn 4. Der durch den Ort fließende Bach Gistige mündet in die Pleiße.

### Nachbarorte
|            | Grünberg                                    |               |
| Heyersdorf | Kompassrose, die auf Nachbargemeinden zeigt | Frankenhausen |
|            | Crimmitschau                                |               |

## Geschichte

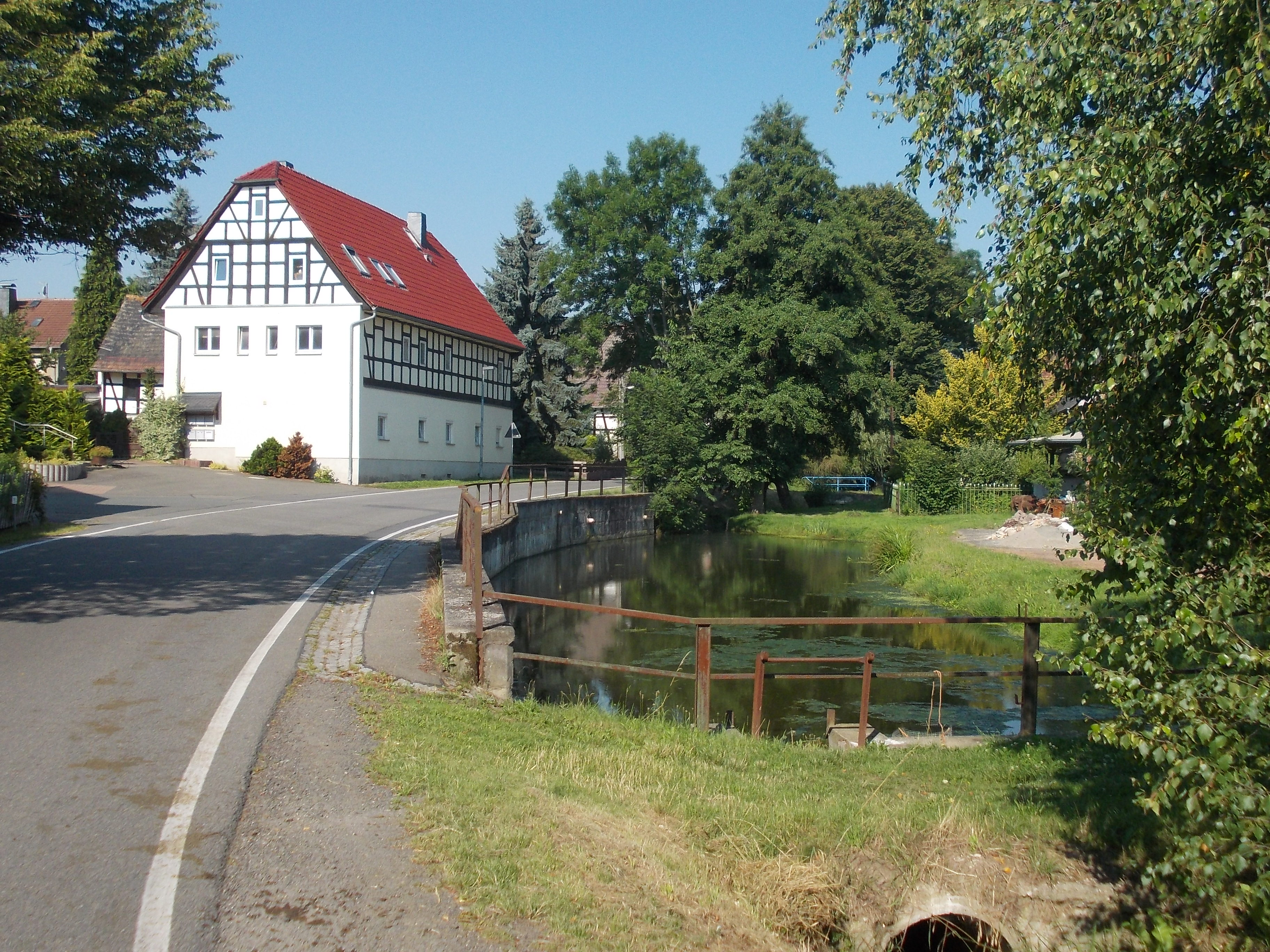
Gösau, Teich

Gösau wurde im Jahr 1336 als „Geyse“ erwähnt. Die Grundherrschaft über den Ort lag bis ins 19. Jahrhundert beim Rittergut Frankenhausen. In der Flur des Orts liegt die Wüstung Sahnau.
Gösau gehörte ursprünglich zur schönburgischen Pflege Crimmitschau, die 1413 wettinisch wurde und im 16. Jahrhundert im kursächsischen Amt Zwickau aufging. Der Ort gehörte bis 1856 zum kursächsischen bzw. königlich-sächsischen
Amt Zwickau. 1856 wurde Gösau dem Gerichtsamt Crimmitschau und 1875 der Amtshauptmannschaft Zwickau angegliedert.
Durch die zweite Kreisreform in der DDR kam Gösau am 25. Juli 1952 zunächst wie Heyersdorf und Grünberg an den Kreis Schmölln im Bezirk Leipzig, wurde jedoch im Gegensatz zu diesen beiden Orten am 4. Dezember 1952 dem Kreis Werdau im Bezirk Chemnitz (1953 in Bezirk Karl-Marx-Stadt umbenannt) zugeteilt, der ab 1990 als sächsischer Landkreis Werdau fortgeführt wurde und 1994 im Landkreis Zwickauer Land bzw. 2008 im Landkreis Zwickau aufging. 
Gösau wurde am 1. Februar 1973 nach Crimmitschau eingemeindet. Heute wird Gösau als Ortsteil innerhalb der Ortschaft Frankenhausen geführt. Der Ortsteil ist geprägt von einem stark dörflichen Charakter mit Bauernhöfen im fränkischen Baustil.